# Radomil Rous
Radomil Rous (21. května 1978, Třebíč) je český motocyklový jezdec.

## Kariéra
Radomil Rous začal v národních soutěžích závodit v roce 1994, další rok přešel na kategorii motocyklů o obsahu motoru 250 cm³. Mezi lety 2001 a 2003 získal tituly mistra republiky. Poprvé se účastnil evropského šampionátu motocyklů v roce 1998, do roku 2004 pak působil v kategorii motocyklů s obsahem do 250 cm³, od roku 2006 do roku 2008 pak v kategorii Supersport.
Na několika soutěžích mistrovství světa silničních motocyklů působil jako soutěžící startující na divokou kartu, primárně pak na závodech Velké ceny České republiky mezi lety 1997 a 2003, posléze startoval na divokou kartu i ve Valencii v roce 2003. Na tomto závodě získal první bod do mistrovského bodování. V roce 2004 se zúčastnil celé sezóny v závodech motocyklů o obsahu motoru 250 cm³ a z toho dva závody jako zástupný jezdec na motocyklu l'Aprilia RSV 250 pro tým Campetella Racing, posléze také s motocyklem Yamaha YZR 250 pro tým UGT Kurz.
V roce 2005 závodil opět v kategorii motocyklů do 250 cm³ a to s motocyklem Honda RS 250 R a to v týmu Würth Honda BQR, nedosáhl však žádných výrazných výsledků. V roce 2007 startoval na divokou kartu na Velké ceně České republiky v Brně v závodech světového šampionátu Supersportů s motocyklem Yamaha YZF-R6 v týmu KRTZ IV., získal body za pořadí v závodu.
V témže roce se účastnil šampionátu Alpe Adria, tam získal vítězství v kategoriích Stock 600 a Supersport, v roce 2008 pak vyhrál českou ligu v kategoriích Supersport a Supersport 600.

## Výsledky

### Motorismus
| Sezóna | Kategorie | Starty | Umístění | Umístění | Umístění | Umístění | Pole pozice | Motocykl | Body | Pozice |
| Sezóna | Kategorie | Starty | 1        | 2        | 3        | Celkem   | Pole pozice | Motocykl | Body | Pozice |
| ------ | --------- | ------ | -------- | -------- | -------- | -------- | ----------- | -------- | ---- | ------ |
| 2005   | 250cc     | 11     | 0        | 0        | 0        | 0        | 0           | Honda    | 11   | 24     |
| 2004   | 250cc     | 10     | 0        | 0        | 0        | 0        | 0           | Yamaha   | 0    |        |
| 2003   | 250cc     | 2      | 0        | 0        | 0        | 0        | 0           | Aprilia  | 1    | 33     |
| 2000   | 250cc     | 1      | 0        | 0        | 0        | 0        | 0           | Honda    | 0    |        |
| 1999   | 250cc     | 1      | 0        | 0        | 0        | 0        | 0           | Honda    | 0    |        |
| 1998   | 250cc     | 1      | 0        | 0        | 0        | 0        | 0           | Yamaha   | 0    |        |
| 1997   | 250cc     | 1      | 0        | 0        | 0        | 0        | 0           | Yamaha   | 0    |        |

### Supersport
| Sezóna | Kategorie  | Starty | Umístění | Pole pozice | Motocykl | Body | Pozice |
| ------ | ---------- | ------ | -------- | ----------- | -------- | ---- | ------ |
| 2007   | Supersport | 1      | N/A      | N/A         | Yamaha   | 0    | 0      |